# Catherine O'Leary
Pour les articles homonymes, voir O'Leary.
Catherine O'Leary (aussi connue comme Cate O'Leary), née le 1er janvier 1827 dans le comté de Kerry en Irlande et morte le 3 juillet 1895 à Chicago, est une immigrée d'origine irlandaise qui vécut à Chicago et qui devint célèbre pour avoir été accusée à tort d'être responsable d'avoir accidentellement provoqué le Grand incendie de Chicago survenu le 8 octobre 1871.

## Biographie
C'est sur sa terre natale d'Irlande que Catherine rencontra son futur époux Patrick O'Leary (né en 1819 dans le comté de Kerry - mort en 1894 à Chicago), un entrepreneur de confession catholique. Ils eurent trois enfants, deux garçons (Cornelius et James) et une fille (Mary). Ils émigrèrent aux États-Unis dans les années 1850 et s'installèrent à Chicago.
En 1864, les O'Leary emménagèrent dans le secteur de Near West Side, au sud-ouest du centre-ville de Chicago et achetèrent une propriété au 137 DeKoven Street pour 500 dollars. Leurs trois enfants furent baptisés à l'église de la Sainte Famille, fondée en 1857 sur la 12th Street (aujourd'hui Roosevelt Road). Les enfants fréquentèrent l'école du quartier, les parents payant chacun 50 cents par mois pour leurs frais de scolarité.
La propriété comprit deux maisons séparées qui se jouxtaient, les O'Leary occupant la plus petite structure à l'arrière, tout en louant à la famille McLaughlin la plus grande maison (avec deux chambres) située à l'avant. L'arrière de la propriété fut occupée par une petite grange, où Catherine O'Leary entretint son entreprise laitière, composée de six vaches, ainsi que d'un cheval et un chariot pour effectuer les livraisons.

## Faits et accusations

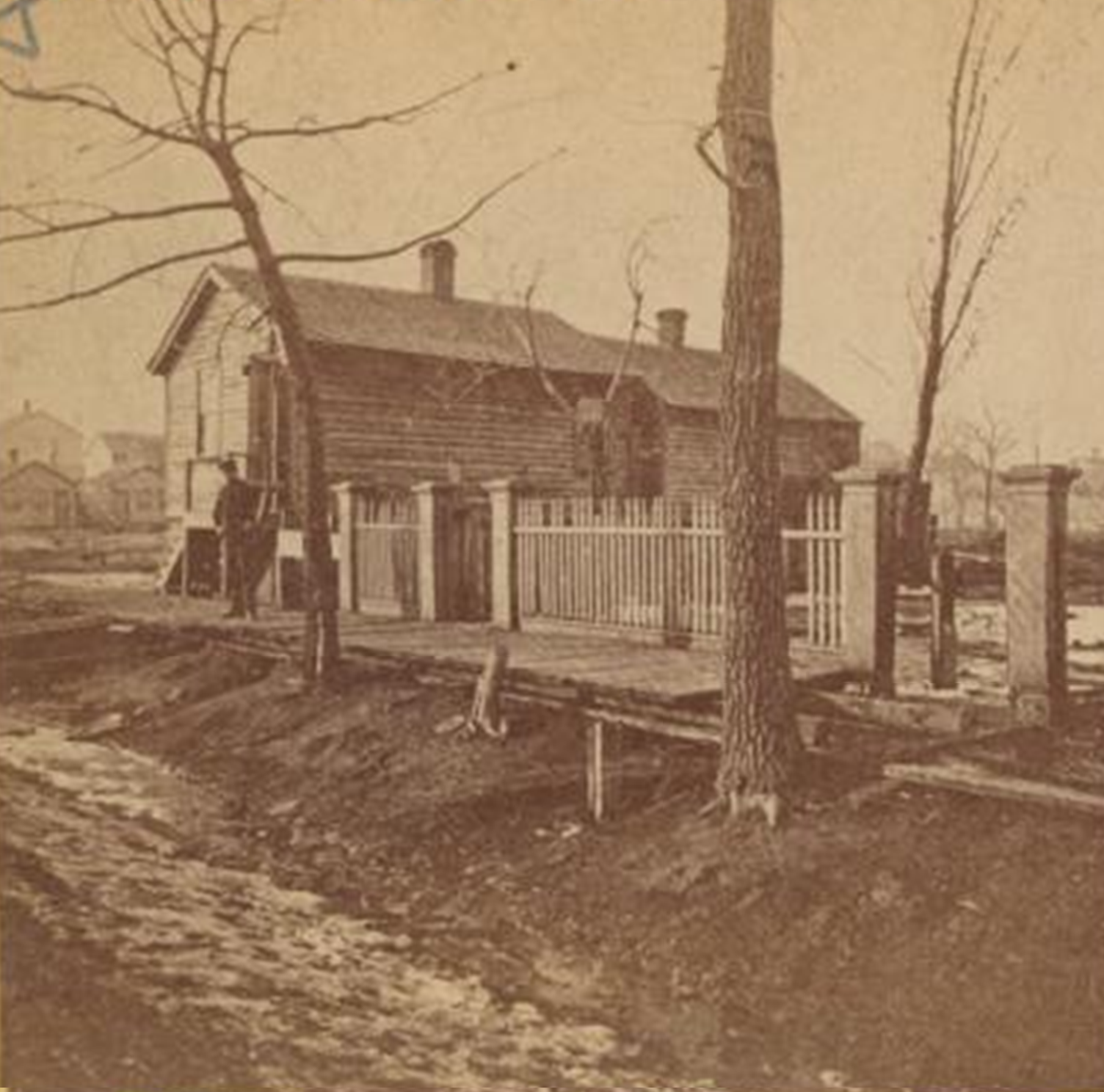
La maison des O'Leary au 137 DeKoven Street (1871).

Chicago, 1871. Le feu démarra le dimanche 8 octobre à 21 heures dans un hangar situé sur DeKoven Street et détruisit 48 blocs jusqu’à Fullerton Avenue au nord, réduisant en cendres une surface de 6 kilomètres (4 miles) par 1 kilomètre (3/4 miles), soit environ 9 km2 (2 000 acres), causant pour plus de 222 millions de dollars de dégâts, soit le tiers de la valeur foncière de la ville. Après l’incendie, 125 corps furent retrouvés. Les estimations définitives vont de 200 à 300 morts. On dénombra également au moins 100 000 sans-abri. Des accusations lourdes à porter pour la famille O'Leary.
L'histoire voulut que cet incendie ait été amorcé par une vache ayant rué dans une lampe à kérosène dans la grange de Patrick et Catherine O'Leary. Mme O'Leary était le parfait bouc émissaire : elle était une femme, immigrée d'origine irlandaise et de confession catholique - une combinaison qui ne valait pas grand-chose dans le climat politique du Chicago de l'époque. En effet, les immigrants irlandais catholiques étaient particulièrement mal vus dans une Amérique majoritairement protestante.
Sans la moindre présomption d'innocence, ce ragot circulait déjà dans tout Chicago avant même que les flammes ne s'éteignent et elle était publiée dans la première édition du Chicago Tribune après l'incendie. Michael Ahern, le journaliste qui avait inventé cette histoire de vache, admit lui-même en 1893 qu'il avait tout imaginé, car il pensait faire un article haut en couleur. Cependant, le nom des O'Leary resta dans les mémoires.
Les McLauglin, qui louèrent la maison de devant aux O'Leary, déménagèrent dans les deux jours suivant l'incendie. Les O'Leary partirent au début de l'année 1874, déménageant à Dashiel Street (maintenant Union Avenue) près de la 41e rue, à proximité des Union Stock Yards. Ils vendirent la propriété de DeKoven Street en 1879 pour 1 150 dollars. Les nouveaux propriétaires démolirent la maison d'origine (intégralement construite en bois). À la place, ils construisirent par un bâtiment plus solide, qui arbora plus tard une plaque indiquant le site comme le lieu d'origine de l'incendie.

## Après l'incendie

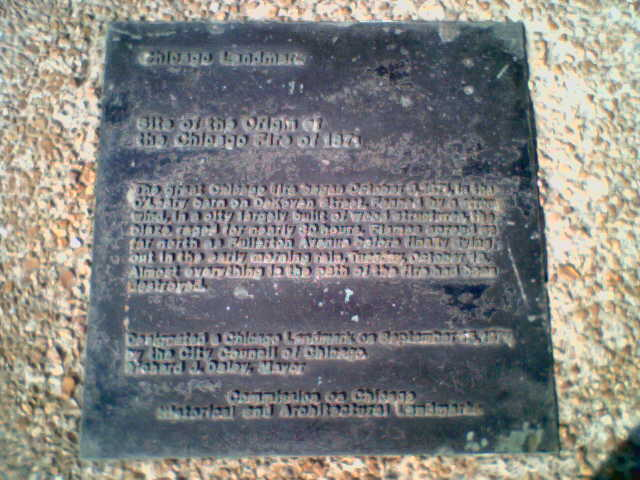
Plaque commémorative au pied du Pillar of Fire. Il est écrit :
Site d'origine de l'incendie de Chicago de 1871. Le grand incendie de Chicago a commencé le 8 octobre 1871, dans la grange O'Leary au 137 DeKoven Street. Attisé par un fort vent, dans une ville largement construite en structures de bois, l'incendie a fait rage pendant près de 30 heures. Les flammes se sont propagées vers le nord jusqu'à Fullerton Avenue, avant de finalement s'éteindre sous une fine pluie le mardi 10 octobre au petit matin. Presque tout ce qui se trouvait sur son passage a été détruit.
– Désigné Chicago Landmark le 15 septembre 1971
par le conseil municipal de Chicago et Richard J. Daley, maire de Chicago.

Patrick et Catherine O'Leary achetèrent par la suite une maison au 5133 S. Halsted Street. Le 15 septembre 1894, Patrick O'Leary fut pris d'un malaise en rentrant chez lui. Il atteignit le perron de sa maison où il s'effondra. Ses enfants portèrent Mr O'Leary à l'intérieur mais constatèrent la mort de leur père avant qu'ils eurent pu l'amener sur le canapé. Il avait 75 ans. Il fut enterré au cimetière catholique Mount Olivet.
Le deuxième fils des O'Leary, James, eut beaucoup de succès dans le monde des affaires. Après quelques années à travailler dans les abattoirs de New City (Union Stock Yards), il ouvrit un saloon au 4183 S. Halsted Street, qui comprit des bains turcs, un restaurant, une salle de billard et un bowling. Il ouvrit également une opération de jeu à l'arrière du bâtiment et, avec le temps, s'imposa comme un entrepreneur influent à Chicago.
En 1956, les restes de la maison des O’Leary furent rasés pour la construction de l’académie des pompiers de Chicago (Chicago Fire Department Academy), un camp d’entraînement pour les pompiers de la ville (Chicago Fire Department).
En 1961, une sculpture en bronze en forme de flammes s'entremêlant intitulée « Pillar of Fire » fut érigée au point d'origine de l'incendie de Chicago (sur l'emplacement actuel de l’académie des pompiers de Chicago). La sculpture est l'œuvre de Egon Weiner. Dix ans plus tard, en septembre 1971, une plaque fut érigée juste à côté de la sculpture par la ville de Chicago pour marquer le centenaire de la tragédie. La plaque ainsi que la sculpture furent désignées à la protection du patrimoine au titre des Chicago Landmarks (CL) par les membres de la Commission on Chicago Landmarks de la ville de Chicago.
En 1997, à la suite de thèses présentées par des historiens et du témoignage de l'arrière-arrière-petite-fille des O'Leary, les membres du comité du Chicago Police Department votèrent pour disculper officiellement Catherine O'Leary de tout acte répréhensible et de toute responsabilité dans la propagation de l'incendie. La même année, le maire de Chicago Richard M. Daley proposa un texte de loi qui fut voté par le conseil municipal de Chicago déclinant toute responsabilité de la vache de Catherine O'Leary dans la propagation de l'incendie, mettant fin à plus d'un siècle de brimades.
Trois ans après, le 14 juillet 1874, un nouvel incendie éclata dans le quart sud-ouest du Loop (actuel quartier de Printer's Row). Cet événement, connu comme l'Incendie de Chicago de 1874 (aussi appelé « Deuxième incendie de Chicago ») fut moins dévastateur que l'incendie de 1871, mais fit néanmoins de nombreux dégâts. Environ 812 bâtiments furent détruits et 20 personnes perdirent la vie. 
À ce jour, les autorités municipales ignorent les causes exactes de l'incendie de 1871.

## Fin de vie
Catherine O'Leary meurt à 68 ans des suites d'une pneumonie le 3 juillet 1895 dans sa maison au 5133 Halsted Street. Elle est enterrée au cimetière Mount Olivet, un cimetière catholique situé à Chicago.
Dans le documentaire Chicago : City of Century de PBS, un descendant des O'Leary expliqua qu'à la suite de la tragédie de 1871, Cate vécut difficilement, sa maison attirant notamment les curieux parfois même l'hostilité de la part de certains voisins (une situation qui l'obligea à déménager) et qu'elle fut sans arrêt blâmée pour ce dont elle n'était pas responsable et ce jusqu'à sa mort.

## Dans la culture populaire
- Dans le morceau The Element: Fire, extrait du coffret The Smile Sessions du groupe de pop rock américain les Beach Boys, rend hommage à Cate O'Leary.
- Dans le morceau Mrs. O'Leary's Cow, extrait de l'album Brian Wilson Presents Smile, le sixième album solo de Brian Wilson, sorti en 2004.
- L'actrice Alice Brady interprète Catherine O'Leary dans le film américain L'Incendie de Chicago (en version originale In Old Chicago) sorti en 1938 et réalisé par Henry King.
- Catherine O'Leary est citée dans la chanson Put the Blame on Mame interprétée par l'actrice Rita Hayworth dans le film Gilda sorti en 1946.